# Paul R. Henker

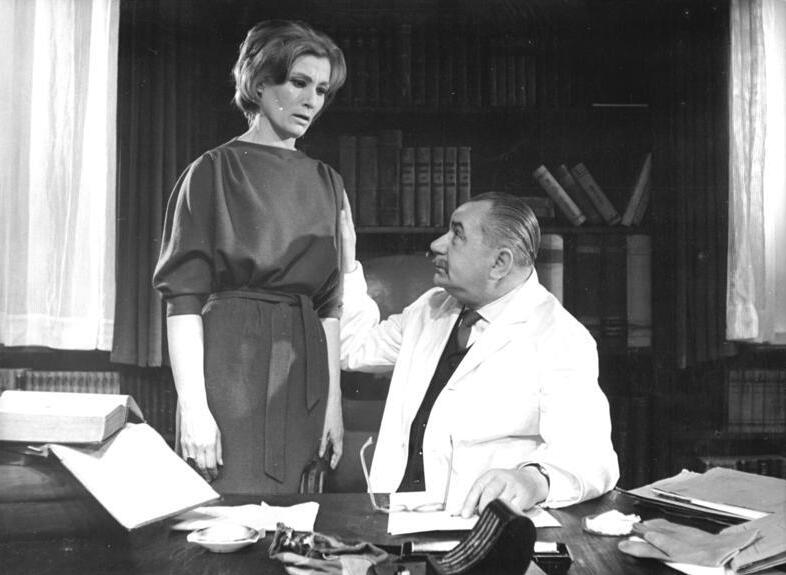
Paul R. Henker mit Inge Keller am 26. April 1960

Paul R. Henker (* 21. Februar 1898 in Suhl; † 15. Juni 1960 in Berlin; eigentlich Paul Ernst Wilhelm Henker) war ein deutscher Schauspieler und Regisseur.

## Leben
Paul R. Henker wurde als Sohn eines Büchsenmachers geboren und erlernte zunächst das Handwerk seines Vaters. Seine Schauspielkarriere begann am Theater in Meiningen, wo er zuvor Schauspielunterricht bei Max Grube genommen hatte. Es folgten Engagements an verschiedenen Bühnen Deutschlands, so u. a. in Remscheid, Würzburg und Mainz. In dieser Zeit begann Henker auch mit eigenen Regiearbeiten.
Nach dem Krieg war er von 1948 bis 1950 Intendant des Landestheaters Eisenach. Ab 1950 wirkte Henker am Deutschen Theater in Berlin. Ab 1952 stand er für die DEFA, später auch für das Fernsehen vor der Kamera. Daneben wirkte er umfangreich auch beim Rundfunk und als Synchronsprecher.
Henker starb plötzlich und unerwartet an einem Herzleiden.

## Filmografie (Auswahl)
- 1952: Das verurteilte Dorf
- 1952: Schatten über den Inseln
- 1952: Geheimakten Solvay
- 1953: Die Unbesiegbaren
- 1954: Das Stacheltier: Der vorbildliche Kunde
- 1954: Ernst Thälmann – Sohn seiner Klasse
- 1954: Kein Hüsung
- 1955: Das Stacheltier: Das Haushaltswunder
- 1955: Ernst Thälmann – Führer seiner Klasse
- 1956: Drei Mädchen im Endspiel
- 1956: Thomas Müntzer – Ein Film deutscher Geschichte
- 1956: Treffpunkt Aimée
- 1957: Schlösser und Katen
- 1957: Tinko
- 1957: Das Stacheltier – Fridericus Rex – Elfter Teil
- 1957: Vergeßt mir meine Traudel nicht
- 1958: Meine Frau macht Musik
- 1958: Sie kannten sich alle
- 1958: Der Prozeß wird vertagt
- 1958: Klotz am Bein
- 1959: Die Premiere fällt aus
- 1959: Reifender Sommer
- 1959: Bevor der Blitz einschlägt
- 1959: Musterknaben
- 1960: Der neue Fimmel
- 1960: Alwin der Letzte

## Synchronrollen (Auswahl)
- 1957: Salko Repak als Vater Patrick in Bahnraub in Belgrad

## Theater
- 1951: Alfred Kantorowicz: Die Verbündeten (Industrieller) – Regie: Wolfgang Heinz (Deutsches Theater Berlin – Kammerspiele)
- 1951: Johann Wolfgang von Goethe: Egmont (Bürger) – Regie: Wolfgang Langhoff (Deutsches Theater Berlin)
- 1952: Maxim Gorki: Jegor Bulytschow und die Anderen – Regie: Hans Jungbauer (Deutsches Theater Berlin)
- 1952: Friedrich Schiller: Don Carlos (Domingo) – Regie: Wolfgang Langhoff (Deutsches Theater Berlin)
- 1953: Konstantin Issajew/Alexander Galitsch: Fernamt …Bitte melden (Baburin) – Regie: Rudolf Wessely (Deutsches Theater Berlin – Kammerspiele)
- 1953: Alexander Kron: Das tote Tal (Bohrmeister) – Regie: Herwart Grosse (Deutsches Theater Berlin)
- 1953: Gotthold Ephraim Lessing: Minna von Barnhelm (Wirt) – Regie: Hans Jungbauer (Deutsches Theater Berlin – Kammerspiele)
- 1954: Maxim Gorki: Ssomow und Andere (Ssomows Kumpan) – Regie: Wolfgang Heinz (Deutsches Theater Berlin)
- 1955: Friedrich Wolf: Das Schiff auf der Donau (Pfarrer) – Regie: Maxim Vallentin (Maxim-Gorki-Theater Berlin)
- 1955: Gerhart Hauptmann: Vor Sonnenuntergang (Dr. Steynitz) – Regie: Wolfgang Heinz (Deutsches Theater Berlin)
- 1955: Gotthold Ephraim Lessing: Nathan der Weise (Klosterbruder) – Regie: Adolf Peter Hoffmann (Deutsches Theater Berlin)
- 1956: Hermann Bahr: Das Konzert (Almhütten-Verwalter) – Regie: Robert Meyn (Deutsches Theater Berlin – Kammerspiele)
- 1957: Johann Nestroy: Einen Jux will er sich machen (Gewürzkrämer Zangler) – Regie: Otto Tausig (Deutsches Theater Berlin)
- 1959: Unbekannter Verfasser: Die Trickbetrügerin und andere merkwürdige Begebenheiten – Regie: Herwart Grosse (Deutsches Theater Berlin – Kammerspiele)
- 1959: Maxim Gorki: Sommergäste (Alter) – Regie: Wolfgang Heinz (Deutsches Theater Berlin)

## Hörspiele
- 1953: Herbert Torbeck/Manda Torbeck: Die letzte Meldung (Hamot) – Regie: Wolfgang Schonendorf (Berliner Rundfunk)
- 1955: Lion Feuchtwanger: Die Witwe Capet (Schuster Simon) – Regie: Günther Rücker (Rundfunk der DDR)
- 1955: A. G. Petermann: Die Premiere fällt aus (Lehmann-Saveur, Souffleur) – Regie: Herwart Grosse (Kriminalhörspiel – Rundfunk der DDR)
- 1955: Lieselotte Gilles/Gerhard Düngel: Der Doktor der Armen – Regie: Willi Porath (Rundfunk der DDR)
- 1957: Bernhard Seeger: Wo die Nebel weichen (Gastwirt) – Regie: Lothar Dutombé (Rundfunk der DDR)
- 1957: Walter Karl Schweickert/Gerhard Rentzsch: Der Weihnachtsmann lebt hinterm Mond (Weihnachtsmann) – Regie: Herwart Grosse (Kinderhörspiel – Rundfunk der DDR)
- 1959: Vasco Pratolini/Giandomenico Giagni: Ein Sonntag wie jeder andere (Priester) – Regie: Theodor Popp (Rundfunk der DDR)
- 1960: Hans Pfeiffer: Schüsse am Hochmoor (Huber) – Regie: Werner Grunow (Kriminalhörspiel – Rundfunk der DDR)
- 1960: Käte Seelig: Liebe, Tratsch und Treppensteigen (Herr Jäger) – Regie: Detlev Witte (Rundfunk der DDR)
- 1960: Anton Tschechow: Ein Heiratsantrag (Stepan Stepanowitsch Tschubukow, Gutsbesitzer) – Regie: Peter Brang (Rundfunk der DDR)